# Pterapogon kauderni
Pterapogon kauderni  (лат.) — вид небольших морских рыб из семейства апогоновых (Apogonidae), обитающих в небольшой акватории восточнее индонезийского острова Сулавеси.

## Название
Видовой эпитет дан в честь шведского этнолога Вальтера Александра Каудерна (1881—1942), который первым обнаружил рыб в 1920 году. Он поймал два экземпляра и отправил их в Лейденский музей естественной истории. Там в 1933 году Фредерик Петриус Куманс дал их описание и назвал в честь первооткрывателя.

## Описание
Тело овальное, высокое серебристого, бело-серого окраса с длинными, вытянутыми плавниками. Длина тела составляет 8 см. По телу проходят две большие, чёрные поперечные полосы. Первая начинается у основания спинного плавника и заканчивается у брюшного плавника. Вторая начинается у основания второго очень длинного спинного плавника и заканчивается у анального плавника. На голове поперечная полоса проходит по большим глазам. Вилочковый хвост имеет две продольные чёрные полосы.
Первый спинной плавник имеет 8 жёстких лучей, второй — 14 мягких лучей. Анальный плавник начинается двумя жёсткими и поддерживается 13 мягкими лучами. Все плавники, боковые стороны между поперечными полосами и стебель хвоста имеют рисунок из белых пятен, индивидуальный у каждой особи. Половой диморфизм отсутствует.

## Распространение
Вид живёт на небольшой акватории вокруг островов Бангай: Banggai, Bandang, Kembongan, South Peleng и других маленьких островов. Вся область распространения имеет площадь 5500 км². Так как рыба обитает в этой области только в защищённых, друг от друга изолированных заливах на защищённой от непогоды стороне 30 островов, фактическая площадь ареала составляет 34 км².
Рыбы живут на мелководье в зарослях Enhalus acoroides (семейство Водокрасовые), в манграх, лагунах и коралловых рифах. Они населяют даже устья ручьёв с пресной водой и загрязнённую сточными водами акваторию портов. Они предпочитают глубины от полуметра до 4,5 м. Вода в их естественной среде обитания очень тёплая от 28 до 31 °C.

## Образ жизни
Рыбы живут в группах до 500 особей, при этом большинство составляют молодые особи в возрасте полугода. Большие глаза являются свидетельством того, что рыбы активны в сумеречное время. Они питаются различным зоопланктоном, преимущественно веслоногими ракообразными, мелкими десятиногими ракообразными, морскими мокрицами, а также яйцами и личинками различных морских животных. Исследования содержимого желудка показали, что размер корма составляет от 0,1 до 14 мм. Доля веслоногих ракообразных составляет 79 % от общего объёма корма.
Молодые рыбы длиной от 1 до 1,5 см держатся для защиты группами от 2 до 12 особей между иглами морских ежей Diadema setosum, щупальцами коралла Heliofungia actiniformis, актиний рода Stichodactyla или Entacmaea quadricolor. Взрослые особи находят укрытие также в растущих разветвлённых каменистых кораллах, таких как Acropora, Montipora digitata, Seriatopora hystrix или огненных кораллах (Millepora sp). При подсчётах 43,7 % животных жили при каменистых кораллах, 31,9 % у морских ежей и 24,4 % предпочитали защиту актиний. Рыбы делят своё жизненное пространство с другими видами семейства, рифовыми рыбами, морскими иглами и рыбами-клоунами, такими как Amphiprion clarkii, Amphiprion perideraion и Amphiprion ocellaris.

## Естественные враги
Естественными врагами вида являются крылатки, Epinephelus merra, Cymbacephalus beauforti, Synanceia horrida, мурены, а также морская змея желтогубый плоскохвост (Laticauda colubrina).

## Размножение
Токование начинает самка. Она постоянно кружит под хвостом самца и это может продолжаться сотни раз в течение нескольких часов. Так как самцы вынашивают икру в своей пасти, их необходимо «уговорить» на нерест. Сам процесс икрометания продолжается несколько секунд. После передачи икры происходит ещё одно долгое токование, которое продолжается часто от 30 до 40 минут, но может тянуться почти 1 час. Оба партнера кружат вокруг друг друга. Только при этом, возможно, происходит осеменение яиц.
Икра состоит всего из 5—25 яиц оранжевого цвета, размером примерно 2,5 мм. Самцы, вынашивающие яйца в пасти, в этот период ничем не питаются. Мальки не имеют фазы личинок и вылупляются из яйца примерно через 25 дней после заключительной метаморфозы. После появления мальков взрослые рыбы уже не заботятся о них.